# Laval-Pradel
Laval-Pradel ist eine französische Gemeinde mit 1088 Einwohnern (Stand 1. Januar 2022) im Département Gard in der Region Okzitanien.

## Geografie

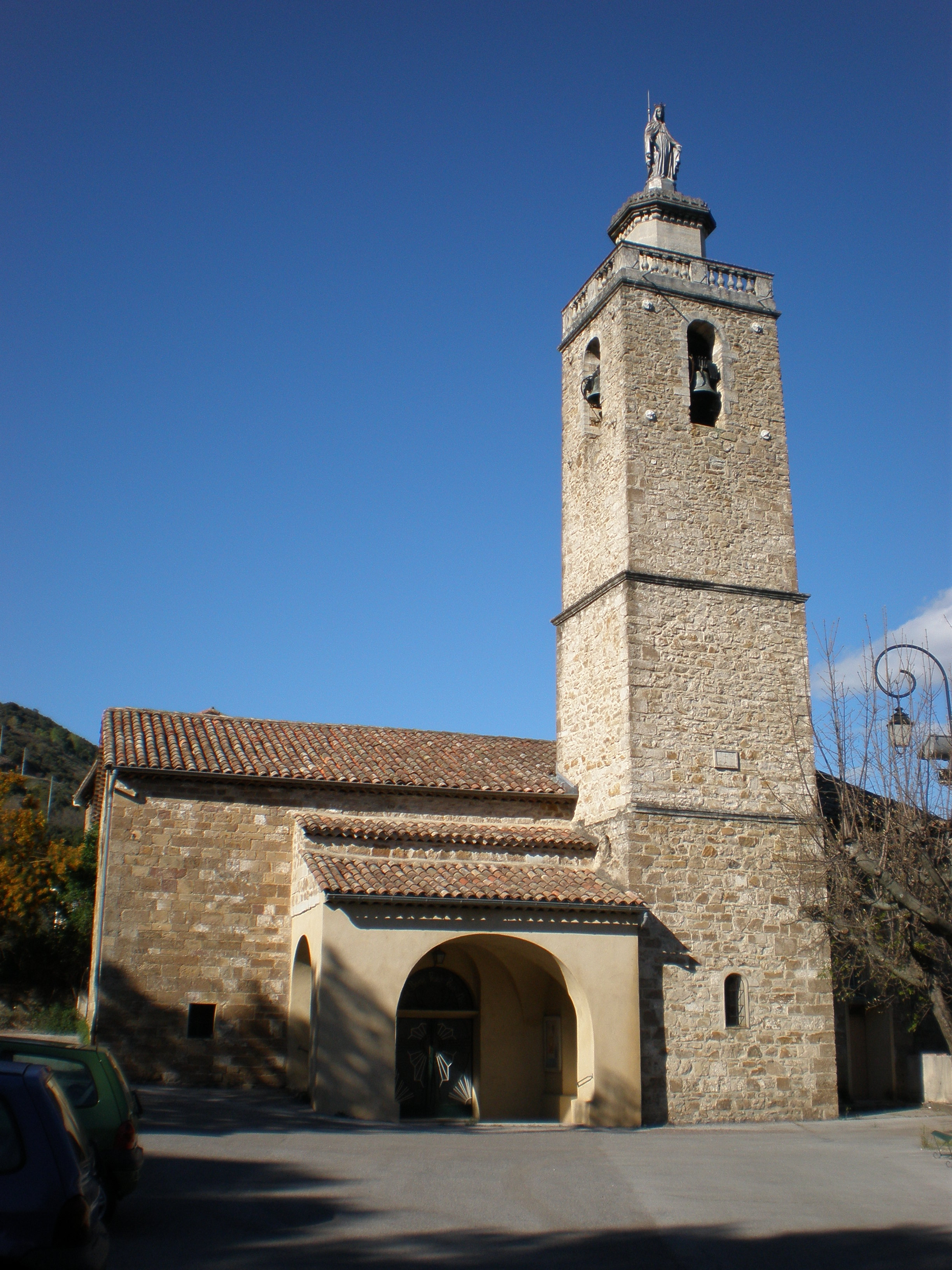
Kirche Notre-Dame

Die Gemeinde Laval-Pradel liegt östlich des Gardon d’Alès, etwa 15 Kilometer nördlich von Alès.

## Bevölkerungsentwicklung
| Jahr                       | 1962 | 1968 | 1975 | 1982 | 1990 | 1999 | 2009 | 2017 |
| -------------------------- | ---- | ---- | ---- | ---- | ---- | ---- | ---- | ---- |
| Einwohner                  | 2109 | 1743 | 1218 | 1166 | 1026 | 1033 | 1174 | 1161 |
| Quellen: Cassini und INSEE |      |      |      |      |      |      |      |      |